# جيل إيفانز
جيل إيفانز (بالإنجليزية: Gil Evans)‏ (و. 1912 – 1988 م) هو عازف بيانو، وموزع (موسيقى)، وملحن، وعازف جاز، من كندا، ولد في تورونتو، توفي في كويرنافاكا، عن عمر يناهز 76 عاماً، بسبب ذات الرئة.

## التعليم
تعلم في Modesto Junior College ‏.

## جوائز وترشيحات
حصل على جوائز منها:
- جائزة جرامي لأفضل ترتيب أو آلات أو كابيلا [الإنجليزية]‏ (2012)
- جائزة غرامي لممر المشاهير، عن عمل: Porgy and Bess (Miles Davis album) [الإنجليزية]‏ (1999)
- عضوية قاعة مشاهير الموسيقى الكندية [الإنجليزية]‏ (1997)
- جائزة غرامي لممر المشاهير، عن عمل: Sketches of Spain [الإنجليزية]‏ (1996)
- جائزة غرامي لممر المشاهير، عن عمل: Miles Ahead (album) [الإنجليزية]‏ (1993)
- جائزة جرامي لأفضل ألبوم كبير لفرقة الجاز [الإنجليزية]‏ (1988)
- Grammy Award for Best Original Jazz Composition [الإنجليزية]‏ (1960)
- زمالة غوغنهايم.

ترشح لـ:
- جائزة جرامي لأفضل ترتيب وآلات وغناء [الإنجليزية]‏ (2012)
- جائزة جرامي لأفضل ترتيب أو آلات أو كابيلا [الإنجليزية]‏ (2012)
- جائزة جرامي لأفضل ألبوم كبير لفرقة الجاز [الإنجليزية]‏ (1988)
- Grammy Award for Best Original Jazz Composition [الإنجليزية]‏، عن عمل: Sketches of Spain [الإنجليزية]‏ (1960).

## وصلات خارجية
- جيل إيفانز على موقع IMDb (الإنجليزية)
- جيل إيفانز على موقع الموسوعة البريطانية (الإنجليزية)
- جيل إيفانز على موقع ألو سيني (الفرنسية)
- جيل إيفانز على موقع ميوزك برينز (الإنجليزية)
- جيل إيفانز على موقع أول موفي (الإنجليزية)
- جيل إيفانز على موقع قاعدة بيانات الأفلام السويدية (السويدية)
- جيل إيفانز على موقع إن إن دي بي (الإنجليزية)
- جيل إيفانز على موقع أول ميوزيك (الإنجليزية)
- جيل إيفانز على موقع ديسكوغز (الإنجليزية)
- جيل إيفانز على موقع قاعدة بيانات الفيلم (الإنجليزية)